# Президент на Чехия
Президентът на Чешката република (на чешки: Prezident České republiky) е държавен глава на Чехия. До 2012 година президентът се избира от парламента, а след това с пряко гласуване, като има петгодишен мандат и най-много два последователни мандата. От 2013 година постът се заема от Милош Земан, който печели на втори тур с 55% от гласовете срещу кандидата на десницата Карел Шварценберг. На изборите от 26 – 27 януари 2018 г. Милош Земан печели повторно с малка разлика срещу независимия кандидат проф. Иржи Драхош.
Андрей Бабиш се кандидатира на президентските избори през 2023 г., но губи изборите от независимия кандидат о.з. ген. Петър Павел. Той встъпва в длъжност на 9 март 2023 г.

## Списък на президентите
| Име                      | Партия | Партия                           | Заел поста      | Напуснал поста  | Портрет |
| ------------------------ | ------ | -------------------------------- | --------------- | --------------- | ------- |
| Вацлав Хавел два мандата |        | независим                        | 2 февруари 1993 | 2 февруари 2003 |         |
| Вацлав Клаус два мандата |        | Гражданска демократическа партия | 7 март 2003     | 7 март 2013     |         |
| Милош Земан два мандата  |        | Партия на гражданските права     | 8 март 2013     | 8 март 2023     |         |
| Петър Павел първи мандат |        | независим                        | 9 март 2023     |                 |         |